# Coupe du monde des clubs de handball 2016
Navigation
Édition 2015 Édition 2017
La Coupe du monde des clubs de handball 2016, ou Super Globe 2016, est la dixième édition de la Coupe du monde des clubs de handball organisée par la Fédération internationale de handball du 5 au 8 septembre 2016. Elle se déroule à Doha, au Qatar, pour la huitième fois. Tous les matchs sont joués dans la salle « Qatar Handball Association Complex » à Doha.

## Déroulement de la compétition
Le format reste le même par rapport à l'édition précédente. Les huit équipes s'affrontent selon une phase à élimination directe.

## Participants
Les huit équipes de cette édition sont :
| Club                         | Pays      | Confédération | Motif de qualification |
| ---------------------------- | --------- | ------------- | ---------------------- |
| Al-Sadd                      | Qatar     | AHF           | Hôte de la compétition |
| Füchse Berlin                | Allemagne | EHF           | Tenant du titre        |
| KS Kielce                    | Pologne   | EHF           | Champion d'Europe      |
| HC Taubaté                   | Brésil    | PATHF         | Champion d'Amérique    |
| Espérance Sportive de Tunis  | Tunisie   | CAHB          | Champion d'Afrique     |
| Université de Sydney         | Australie | OCHF          | Champion d'Océanie     |
| Paris Saint-Germain Handball | France    | EHF           | Invité (Wild Card)     |
| Lekhwiya SC                  | Qatar     | AHF           | Champion d'Asie        |

## Compétition
|  | Quarts de finale    | Quarts de finale    |                     |              | Demi-finales           | Demi-finales           |    |  | Finale       | Finale       |
|  | Quarts de finale    | Quarts de finale    |                     |              | Demi-finales           | Demi-finales           |    |  | Finale       | Finale       |
|  |                     |                     |                     |              |                        |                        |    |  |              |              |
|  | 05 septembre        | 05 septembre        |                     |              | 06 septembre           | 06 septembre           |    |  | 08 septembre | 08 septembre |
|  | 05 septembre        | 05 septembre        |                     |              | 06 septembre           | 06 septembre           |    |  | 08 septembre | 08 septembre |
|  | KS Kielce           | 33                  |                     |              | 06 septembre           | 06 septembre           |    |  | 08 septembre | 08 septembre |
|  | KS Kielce           | 33                  |                     |              | 06 septembre           | 06 septembre           |    |  | 08 septembre | 08 septembre |
|  | HC Taubaté          | 30                  |                     |              | 06 septembre           | 06 septembre           |    |  | 08 septembre | 08 septembre |
|  | HC Taubaté          | 30                  | KS Kielce           | 25           |                        |                        |    |  | 08 septembre | 08 septembre |
|  | 05 septembre        |                     | KS Kielce           | 25           |                        |                        |    |  | 08 septembre | 08 septembre |
|  |                     | Paris Saint-Germain | 29                  |              |                        |                        |    |  | 08 septembre | 08 septembre |
|  | Paris Saint-Germain | Paris Saint-Germain | 29                  | 38           |                        |                        |    |  | 08 septembre | 08 septembre |
|  | Paris Saint-Germain |                     |                     | 38           |                        |                        |    |  | 08 septembre | 08 septembre |
|  | Espérance de Tunis  | 31                  |                     |              |                        |                        |    |  | 08 septembre | 08 septembre |
|  | Espérance de Tunis  | 31                  | Paris Saint-Germain | 28           |                        |                        |    |  |              |              |
|  | 05 septembre        |                     | Paris Saint-Germain | 28           |                        |                        |    |  |              |              |
|  |                     | Füchse Berlin       | 29                  |              |                        |                        |    |  |              |              |
|  | Füchse Berlin       | Füchse Berlin       | 29                  | 27           |                        |                        |    |  |              |              |
|  | Füchse Berlin       | 06 septembre        |                     | 27           |                        |                        |    |  |              |              |
|  | Lekhwiya SC         | 25                  |                     |              |                        |                        |    |  |              |              |
|  | Lekhwiya SC         | 25                  | Füchse Berlin       | 32           |                        |                        |    |  |              |              |
|  | 05 septembre        | 05 septembre        | Füchse Berlin       | 32           | Match pour la 3e place | Match pour la 3e place |    |  |              |              |
|  | 05 septembre        | 05 septembre        |                     | Al-Sadd      | Match pour la 3e place | Match pour la 3e place | 26 |  |              |              |
|  | Al-Sadd             | 34                  | 08 septembre        | 08 septembre |                        |                        | 26 |  |              |              |
|  | Al-Sadd             | 34                  | 08 septembre        | 08 septembre |                        |                        |    |  |              |              |
|  | Sydney University   | 18                  |                     | KS Kielce    | 36                     |                        |    |  |              |              |
|  | Sydney University   | 18                  |                     | KS Kielce    | 36                     |                        |    |  |              |              |
|  |                     |                     |                     |              |                        |                        |    |  | Al-Sadd      | 25           |
|  |                     |                     |                     |              |                        |                        |    |  | Al-Sadd      | 25           |

## Matchs de classement
|  | Demi-finales de classement | Demi-finales de classement |                        |    | Match pour la 5e place | Match pour la 5e place |
|  | Demi-finales de classement | Demi-finales de classement |                        |    | Match pour la 5e place | Match pour la 5e place |
|  |                            |                            |                        |    |                        |                        |
|  | 6 septembre                | 6 septembre                |                        |    | 8 septembre            | 8 septembre            |
|  | 6 septembre                | 6 septembre                |                        |    | 8 septembre            | 8 septembre            |
|  | HC Taubaté                 | 20                         |                        |    | 8 septembre            | 8 septembre            |
|  | HC Taubaté                 | 20                         |                        |    | 8 septembre            | 8 septembre            |
|  | Espérance de Tunis         | 32                         |                        |    | 8 septembre            | 8 septembre            |
|  | Espérance de Tunis         | 32                         | Espérance de Tunis     | 28 |                        |                        |
|  | 6 septembre                |                            | Espérance de Tunis     | 28 |                        |                        |
|  |                            | Lekhwiya SC                | 27                     |    |                        |                        |
|  | Lekhwiya SC                | Lekhwiya SC                | 27                     | 29 |                        |                        |
|  | Lekhwiya SC                |                            |                        | 29 |                        |                        |
|  | Sydney University          | 17                         |                        |    |                        |                        |
|  | Sydney University          | 17                         | Match pour la 7e place |    |                        |                        |
|  |                            |                            |                        |    |                        |                        |
|  | 8 septembre                |                            |                        |    |                        |                        |
|  |                            |                            |                        |    |                        |                        |
|  | HC Taubaté                 | 35                         |                        |    |                        |                        |
|  | HC Taubaté                 | 35                         |                        |    |                        |                        |
|  | Sydney University          | 23                         |                        |    |                        |                        |
|  | Sydney University          | 23                         |                        |    |                        |                        |

## Classement final
| 1 | Füchse Berlin        |
| 2 | Paris Saint-Germain  |
| 3 | KS Kielce            |
| 4 | Al Sadd              |
| 5 | Espérance de Tunis   |
| 6 | Lekhwiya             |
| 7 | HC Taubaté           |
| 8 | Université de Sydney |